# Tetraopes tetrophthalmus
Tetraopes tetrophthalmus är en skalbaggsart som först beskrevs av Forster 1771.  Tetraopes tetrophthalmus ingår i släktet Tetraopes och familjen långhorningar. Inga underarter finns listade i Catalogue of Life.

## Bildgalleri

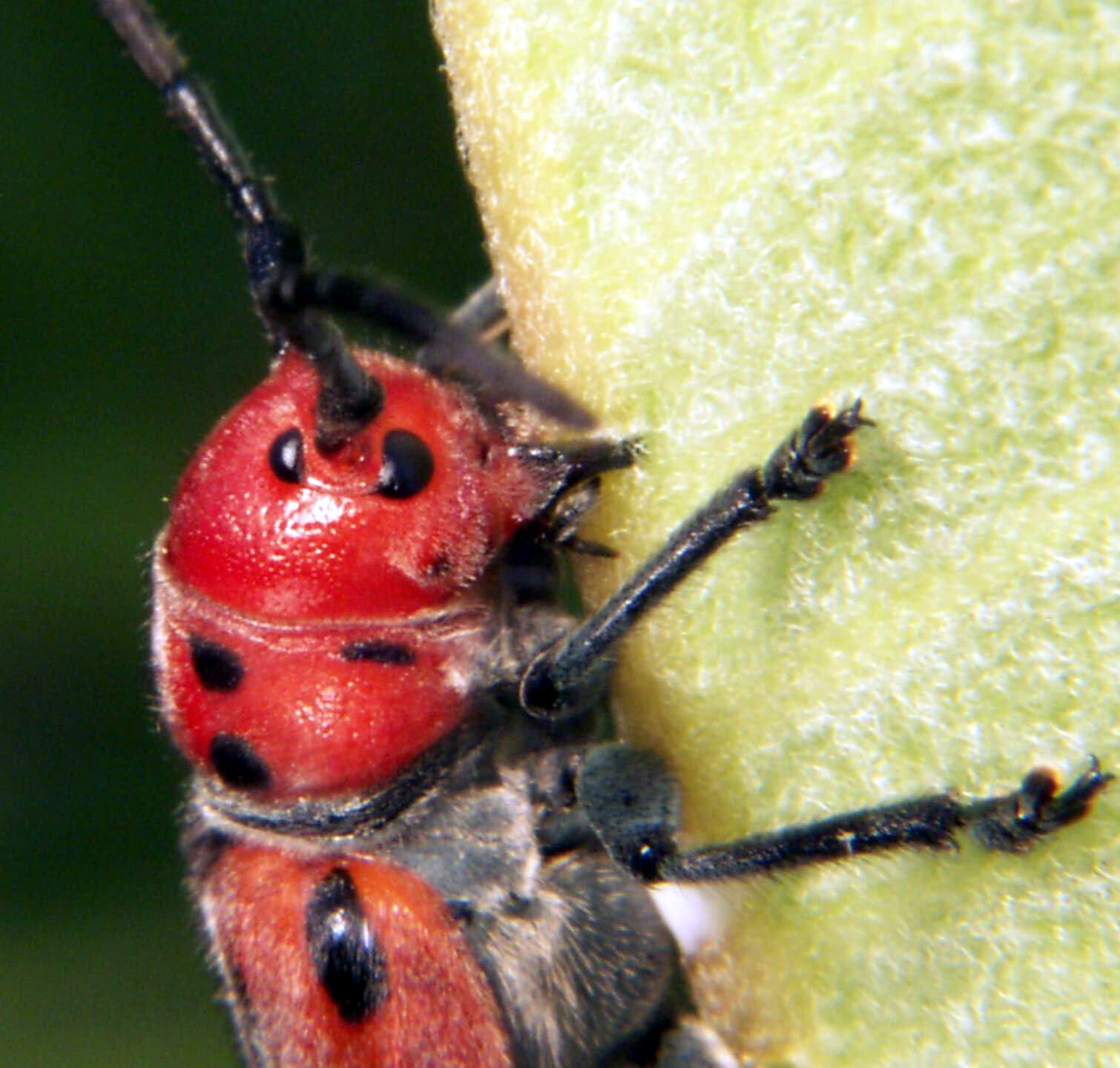